# 말라 소콜로프
말라 소콜로프(Marla Sokoloff, 1980년 12월 19일 ~ )는 미국의 배우, 가수이다.

## 출연 작품
- 내 차 봤냐?
- 미티어
- 슈가 앤 스파이스